# 美杜莎号巡防舰
美杜莎号（法語：Méduse）是法國海軍的一艘搭載40門大炮的巡防艦，于1810年下水。該巡防舰參加過毛里求斯戰役。

## 船難
1816年，波旁复辟后，美杜莎号将法国官员运送到塞内加尔的圣路易，結果船隻在現今的毛里塔尼亚阿爾金灣附近沉沒。
船上400名乘客大部分被疏散，有151名男子逃到由一個救生艇拖拽的临时救生筏上避难。然而救生艇很快就抛弃了救生筏和救生筏上的乘客。由于救生筏没有任何方法可以航行到岸上，救生筏上的情况变得非常糟糕。数十人被暴风雨冲到海里，而其他人则因饮酒而反叛，結果被军官杀死。当救生筏上供给不足时，几名傷者被扔进海里，一些幸存者開始同类相食。救生筏在海上漂流了13天后，人们发现救生筏上只有15人倖存。
事件公開後激起了法國公众的強烈不滿。两名幸存者，一名外科医生和一名军官，就这一事件写了一本广为流传的书，而西奧多·傑利柯以美杜莎号為背景創作了法国浪漫主义繪畫梅杜薩之筏。